# Музеј тегли у Варшави
Музеј тегли у Варшави, Пољска, прва је институција те врсте на свету, која је отворена у варшавској Палати културе и науке. У моменту отварања (2015 године), у више музејских поставки, изложено је преко 1.000 артефаката (класичних стаклених, керамичких, глинених и дрвених тегли).
Тегле у овом музеју приказане су као симбол техничког напретка, унапређења начина исхране и безбедног и дуготрајног складиштења произведене хране, што је човеку омогућило; да чува храну од билолошког и хемијског загађења и кварења, носи је са собом на путовања, излете, збегове у ратове, или је складишти и чува за периоде године када те хране нема, али и за „зла времена“ како би се исхранио или преживео током бројних елементарних непогода, или „кризе“.
У музејским поставкама приказани су експонати (тегле) од наполеонских ратова до данашњих дана.

## Историјат
Употреба тегле зачета је у давним временима, када је човек дотадашњи номадски начин живота, заменио стационарним, на једном месту или животом у насељима, и почео да обрађују земљу. У том моменту људске историје јавио се проблем, како да сачува сезонски храну? Из тих човекових настојања проистекли су и први прототипови тегли у Сумерским временима, у области Тигра и Еуфрат - где су од тикви и коже животиња израђиване прве посуде за чување хране. Затим су тегле прављене од стена и метала, а када је човек научио да манипулишу глином, настале су и прве амфоре.
Тегла, као нови технички изум од стакла појавила у свету артефаката пре више од 150 година. Током овог периода, она је донела револуцију у начин на који се чува и транспортује храна, да би коначно 2015. године постала и музејски експонат. Из историје се зна да настанак савремене тегле дугујемо Наполеону, који је расписао наградни конкурс (са наградом од 10.000 франака), за онога ко за францускоу војску предложи безбедан начин чувања и превоза хране. Амбициозан задатак решио је Јохан Ланди Масон (John Landis Mason), који је 1858. патентирао теглу са чепом на завртање. Са друге стране, револуција у производњи тегли настала је захваљујући Johannowi Carlowi Weckowi, за конструкцију стаклене тегле са клип затварачем, тако да се на лак и здрав начин у њима безбедно одржавала храна.
Временом се испоставило да је примена тегле постале изузетно распростањене  у многим људским делатностима. Тако се ове стаклене посуде, које се не користе само за чување хране, већ и лекова, патолошких препарата, украсних предмета итд, послужиле да опишу занимљив друштвени феномен (досељавања у велики град).
Према изјави кустоса музеја Марека Трачика (Marek Traczyk) (једног од иницијатора оснивања музеја и члан Удружења пољских медија), музеј је настао у Варшави, Пољска, као нека врста отпора, пркоса, али помало и ината, проистеклог из једне несмотрене изјаве, изречене у грађанском протесту, за смену актуелне градоначалнице Варшаве, од стране једног Варшавског политичара; 
Да дођоши који нису рођени Варшављани добију право гласа на референдуму за смену градоначелнице и погрдно их јавно назвао „теглама”, пошто се са викенда проведеног код родбине на селу враћају у Варшаву са теглама домаће хране.
Зато се може рећи да је Музеј тегли у Варшави, настао као облик солидарности са становницима Варшаве, без обзира одакле долазе, и да је једино важно да тамо живе, као и да сви они имају своје родно место, на основу кога могу да се идентификују.
Кампања прикупљања експоната за оснивање музеја, на иницијативу оснивачког одбора будућег Музеја тегли, започета је априла 2014. године. Одговор донатора надмашио је сва очекивања иницијатора, и за нешто више од годину дана скупљено је скоро хиљаду потенцијалних експоната, што је 4. септембра 2015. године резултовало оснивањем музеја.

## Музејска поставка
У варшавској Палати културе и науке, у којој је смештен Музеј, могу се видети разни облици тегли, изложених у више музејских тематских секција, од којих су најзначајније:
- Кућне тегле
- Шпајз
- Ботаника у тегли
- Лекови не само из апотеке
- Козметика из тегле
- Чудесне тегле
- Прасоба — или „тегле ујединиле радни народ из села и града”...

У овим поставкам приазани су артефакти (тегле) свих могућих боја, дезена облика и величина, као у сви могући типови тегли према начину затварања.
У неким од секција приказано је и за шта је све кроз историју служила једна обична тегла, Док су оне необичног облика или украса сврестане у посебну секцију чудесних тегли.
Артефакти у овом музеју који су од стакла, керамике, па чак и дрвета, потичу не само из Пољске и Европе, већ и шире из; Бангладеша, Египата, Тајланда и Канаде.